# Paula (Band)
Paula ist eine im Jahre 1997 gegründete Pop-Band aus Berlin.

## Geschichte
Paula wurde von Berend Intelmann und Elke Brauweiler als deutschsprachige Elektro-Pop-Band gegründet, die auf einigen Alben auch jeweils einen französischsprachigen Titel präsentieren. Die Wurzeln von Paula liegen in der sogenannten Berliner Wohnzimmerszene, aus der auch andere Musiker wie Quarks, Barbara Morgenstern und Mia. hervorgegangen sind. Während Paula in den ersten Jahren ihres Bestehens auch live nur aus Brauweiler und Intelmann bestanden, die, als reines Elektro-Projekt, mit Keyboards und Samplern auf der Bühne hantierten, trat die Band zwischenzeitlich in traditioneller Besetzung mit zusätzlichen Musikern an Gitarre, Bass und Schlagzeug auf. 2005 verließ Intelmann die Band, wirkte jedoch weiterhin als Produzent und Komponist mit. Zwischen 2008 und 2013 bestand die Band neben Elke Brauweiler, die mittlerweile verstärkt Gitarre spielt, aus Daniel Baumann (siehe auch Nachlader) an Bass, Gitarre und Keyboard und Marco Barotti am Schlagzeug.
Im Februar 2014 wurde ein neues Album von Paula in der Urbesetzung Brauweiler/Intelmann (mit Benja Schlez an der Gitarre) veröffentlicht. Ein erster Titel dieses Albums („1987“) erschien zuvor im Oktober 2013 als Video im Internet.

## Gründungsmythos
Über die Gründung der Band Paula und den Ursprung des Namens Paula werden auch heute noch Aussagen in der Presse wiederholt, die falsch sind:
- Intelmann und Brauweiler haben sich zwar bei einem Konzert kennengelernt, jedoch nicht bei einem Pet-Shop-Boys-Konzert in London.[4]
- Der Name „Paula“ war nicht für ein gemeinsames Kind geplant.[5]

## Auszeichnungen
- Nominierung für den Echo-Award 2001: Berliner Nachwuchspreis zur Förderung nationaler Pop-Musik[6]
- Nominierung für den Echo-Award 2002: Künstlerin des Jahres national für das Album Liebe.

## Diskografie

### Alben
| Jahr | Titel        | Chartpositionen |
| Jahr | Titel        | DE              |
| ---- | ------------ | --------------- |
| 2000 | Himmelfahrt  | –               |
| 2001 | Liebe        | 86              |
| 2002 | Warum Berlin | 99              |
| 2005 | Ruhig Blut   | –               |
| 2008 | So wie jetzt | –               |
| 2014 | Paula        | –               |

### Singles
| Jahr | Titel                       | Chartpositionen | Album        |
| Jahr | Titel                       | DE              | Album        |
| ---- | --------------------------- | --------------- | ------------ |
| 2000 | Als es passierte            | –               | Himmelfahrt  |
| 2000 | Jimmy                       | –               | Himmelfahrt  |
| 2001 | Von guten Eltern            | –               | Liebe        |
| 2001 | Liebster                    | –               | Liebe        |
| 2002 | Die Stadt                   | –               | Warum Berlin |
| 2002 | Ich denke nicht oft an dich | –               | Warum Berlin |
| 2005 | Es kommt immer alles anders | 99              | Ruhig Blut   |
| 2006 | Ich vermisse dich           | –               | Ruhig Blut   |
| 2008 | Wann                        | –               | So wie jetzt |
| 2008 | So wie jetzt                | –               | So wie jetzt |
| 2010 | Geradeaus                   | –               |              |
| 2014 | In Farbe sehen              | –               | Paula        |

### Sonstiges
| Jahr | Titel                           | Zusammenstellung                         |
| ---- | ------------------------------- | ---------------------------------------- |
| 2003 | Mitten in der Nacht             | Rio Reiser – Familienalbum               |
| 2005 | Ich bin den weiten Weg gegangen | Hildegard Knef – Ihre Lieder sind anders |